# Canton d'Iholdy
Le canton d'Iholdy est une ancienne division administrative française, située dans le département des Pyrénées-Atlantiques et la région Aquitaine.

## Composition
Le canton regroupe 14 communes :
- Arhansus
- Armendarits
- Bunus
- Hélette
- Hosta
- Ibarrolle
- Iholdy
- Irissarry
- Juxue
- Lantabat
- Larceveau-Arros-Cibits
- Ostabat-Asme
- Saint-Just-Ibarre
- Suhescun.

## Histoire
- En 1790 le canton d'Iholdy comprenait[1] les communes d'Armendarits, Hélette, Iholdy, Irissarry, Lantabat et Suhescun et dépendait du district de Saint-Palais.

- En 1790 toujours, Larceveau fut le chef-lieu d'un canton comprenant Arhansus, Bunus, Hosta, Ibarrolle, Juxue, Larceveau-Cibits-Arros, Ostabat-Asme, Saint-Just-Ibarre et Ainhice, et dépendait également du district de Saint-Palais.

- De 1833 à 1848, les cantons de Saint-Etienne-de-Baïgorry et d'Iholdy avaient le même conseiller général. Le nombre de conseillers généraux était limité à 30 par département[2].

## Représentation

### Conseillers généraux de 1833 à 2015
| Période           | Identité                                     | Parti                             | Qualité |
| ----------------- | -------------------------------------------- | --------------------------------- | --- |
| 1833-1848         | Comte Jean Isidore Harispe                   |                                   | Maréchal de France Député (1831-1835), Pair de France Sénateur (1852-1855) Propriétaire à Lacarre                            |
| 1848-1852         | Honoré Indaburu                              |                                   | Notaire à Bunus |
| 1852-1868 (décès) | Ovide d'Arthez (1818-1868)                   |                                   | Avocat puis Procureur Impérial à Saint-Palais puis Conseiller à la Cour de Pau                                               |
| 1868-1892         | Sauveur de Saint-Jayme                       | Droite                            | Notaire - Maire de Saint-Just-Ibarre                                                                                         |
| 1892-1919         | Frédéric de Saint-Jayme (neveu du précédent) | Républicain rallié                | Eleveur de chevaux à Saint-Palais                                                                                            |
| 1919-1934         | Amédée Larre                                 | URD                               | Propriétaire à Mauléon-Licharre                                                                                              |
| 1934-1937         | Jean Ybarnégaray                             | URD PSF                           | Avocat Maire d'Uhart-Cize Député de 1914 à 1942 Nommé membre de la Commission administrative départementale en 1941          |
| 1937-1940         | Bertrand Ilharreborde                        | URD                               | Industriel, maire d'Armendarits, conseiller d'arrondissement Nommé conseiller départemental en 1943                          |
|                   |                                              |                                   | |
| 1945-1949         | Bertrand Ilharreborde                        | DVD                               | Industriel - Maire d'Armendarits                                                                                             |
| 1949-1985         | Emmanuel Lartigue                            | RS puis UNR puis UDR puis RPR     | Chirurgien-dentiste Maire de Larceveau-Arros-Cibits (1945-1983) Suppléant du sénateur Jean-Louis Tinaud Sénateur (1969-1974) |
| 1985-1992         | Jean-Louis Çaldichoury                       | RPR                               | Maire d'Iholdy |
| 1992-2015         | Jean-Louis Caset                             | Centre gauche puis UDF puis MoDem | Responsable d'agence bancaire Maire d'Ibarrolle (1983-2019)                                                                  |

### Conseillers d'arrondissement (de 1833 à 1940)
Le canton d'Iholdy appartenait à l'arrondissement de Mauléon jusqu'à sa disparition en 1926.
| Période                                  | Période | Identité                          | Étiquette    | Qualité |
| ---------------------------------------- | ------- | --------------------------------- | ------------ | --- |
| 1833                                     | 1842    | Sauveur Franchistéguy (1780-1847) |              | Notaire, maire d'Iholdy                                                                                     |
| 1842                                     | 1848    | Jean Claude Diriart (1788-1851)   |              | Notaire à Saint-Palais, propriétaire à Irissarry                                                            |
|                                          |         |                                   |              | |
|                                          |         | Louis Franchistéguy               | Conservateur | Vétérinaire à Hélette                                                                                       |
| 1929                                     | 1937    | Bertrand Ilharreborde (1881-1964) | URD          | Industriel, maire d'Armendarits                                                                             |
|                                          |         |                                   |              | |
| 1940                                     |         |                                   |              | Les conseils d'arrondissement ont été suspendus par la loi du 12 octobre 1940 et n'ont jamais été réactivés |
| Les données manquantes sont à compléter. |         |                                   |              | |

## Démographie
| 1962  | 1968  | 1975  | 1982  | 1990  | 1999  | 2006  | 2011  | 2012  |
| ----- | ----- | ----- | ----- | ----- | ----- | ----- | ----- | ----- |
| 5 173 | 4 853 | 4 639 | 4 392 | 4 317 | 4 065 | 4 243 | 4 460 | 4 510 |